# Karel Havlíček (tanečník)
Karel Havlíček (25. prosince 1923, Olomouc – 28. prosince 2007, Praha)
byl stepař, tanečník standardních i latinskoamerických tanců, lektor, trenér tanečních párů, autor odborných článků, recenzí, kritik a publikací, dlouholetý porotce soutěží ve společenských tancích, propagátor klasického stepu, společenského tance a zejména pak soutěžního společenského tance.

## Život a dílo

### Setkání s Frankem Towenem
Karel Havlíček v roce 1939 navštěvoval taneční školu Diny Klímové v Úřednické jednotě v Praze na Vinohradech. V té době v tomto sále trénoval Frank Towen-Novotný. Mladému Karlovi taneční umění a zejména step Franka Towena natolik učaroval, že se také stepu začal naplno věnovat. Veřejně vystupoval pod pseudonymem Jack Haven a brzy patřil mezi přední československé stepaře. Na dvou přehlídkách v roce 1944 v pražské Lucerně vystupoval se stepařskými profesionály, jako byl Sherrier, Joe Jarský, Zdeněk Dostál, Ferry Black (vl. jménem Vojtěch Navrátil), Jimmy Illenyi, Mara Dana.
Po roce 1945 a po návratu ze základní vojenské služby se jeho pozornost obrátila zejména na soutěžní společenský tanec a step se mu stal dobrou průpravou jak po stránce rytmické, celkového tanečního vyjadřování, tak i techniky nohou.

### Soutěžní dráha
Stále pod vedením svého trenéra pana Franka Towena-Novotného, se svou novou partnerkou slečnou Marcelou Stierovou postupně proniká do tajů i podstaty latinskoamerických a jazzových tanců, které se učí přímo od kubánských i černošských tanečníků. V roce 1956, už jako manželé, stále zvyšují své taneční úsilí a stávají se nejlepším československým párem na mezinárodní soutěži v Karlových Varech. V roce 1957 pak laureáty a nositeli stříbrné medaile Světového festivalu v Moskvě. V následujícím roce získávají v Plzni manželé Havlíčkovi titul absolutních mistrů republiky ve standardních i v latinskoamerických tancích. Účastní se celé řady soutěží v NDR, Rakousku, NSR, kde na Mistrovství Evropy v Nordenay obsazují 5. místo. Vítězstvím na velké ceně Wilhelmshavenu pak končí svoji soutěžní taneční dráhu.

### Trenérská dráha
Karel Havlíček působil jako trenér zejména v klubech ATK Praha, AZKG Praha, Posista Praha, UKE Praha, ATK KDDP Praha, TAKT ÚKDŽ Praha a jako umělecký vedoucí ATK KDDP Praha, ST Slovanský dům a ST Radiopalác. Jako trenér se specializoval zejména na výchovu soutěžních párů i trenérů. Patřili k nim mimo jiné tito několikanásobní šampióni a reprezentanti naší republiky: Milan Bouma – Jitka Boumová, Jan Bernauer – Libuše Bernauerová, Milan Štiavnický – Helena Štiavnická, Dobromil Nováček – Eva Vopatová (Kotvová), Pavel Dvořák – Jitka Tyrolová (Seyčková) / Helena Dvořáková (Andlová), Martin Pošar – Iva Pošarová (Dobrovolná).
Trenérskou činnost vykonával od konce 50. let až téměř do konce 20. století a jím trénované páry získaly 25 titulů amatérských mistrů ČSR a ČSSR (ČSFR) ve standardních tancích, 15 titulů mistrů ČSR a ČSSR v latinskoamerických tancích, a mnoho titulů ČSR, ČSSR a ČSFR v soutěžích družstev.

### Lektorská činnost
Jako lektor společenského tance působil na Lidové konzervatoři v Praze, v Karlových Varech, ve Středočeském kraji, na Divadelní fakultě Akademie múzických umění v Praze, Státní konzervatoři Praha a v Ústavu pro kulturní výchovnou činnost.
Spolupracoval s Laternou magikou, s Divadlem Na zábradlí a se Státním souborem písní a tanců.
Vedl též celou řadu tanečních školení a seminářů v Praze, Bratislavě, Brně, Ostravě atd., a to jak pro taneční páry, tak trenéry i porotce.
Byl členem výkonného výboru ČSAST (dnes ČSTS), pracoval v poradních sborech při Ministerstvu kultury, byl členem redakční rady časopisů Lidová tvořivost a Taneční listy.
Zároveň byl autorem celé řady odborných článků, kritik i recenzí v Tanečních listech a Tanečních novinách, vypracoval metodické materiály, skripta i osnovy pro společenský tanec.

### Ocenění a uznání
Během svého života obdržel za svou činnost v oblasti společenského tance a výchovy k tanci celou řadu uznání a ocenění, včetně poděkování ministra kultury a zápisu do síně slávy ČSTS.
Za jeho hlavní celosvětový a nadčasový přínos tanci, zejména pak společenskému párovému tanci, lze považovat jeho způsob chápání taneční přípravy, od hudby přes dynamická cvičení k sebeuvědomování si fyzikálních zákonů a psychologických závislostí tance v páru.

## Citace
| „ | Kdysi se všude tančilo. Pořádaly se plesy, čaje, a snad v každém baru či kavárně se tančilo. Stačilo kus parketu a pár muzikantů či gramofon. I během soutěží v přestávkách si návštěvníci chtěli zatančit. Dnes je všechno pryč. Většina mládeže má jiné zájmy a hudbu "našich" tanců již neslyší. Počet zájemců o sportovní tance se sice proti minulým dobám díky výborné organizaci svazů, klubů i nadšených zájemců o "klasické společenské tance" zmnohonásobil a získává na vážnosti i jako možná olympijský sport, ale mechanický konstruktivizmus bohužel potlačuje lásku k tanci a hudbě. Měli bychom se všichni snažit podobným trendům zabránit. To znamená, snažit se oživit zásady, které jsme třeba jen trochu pozapomněli a připomínat je "nám i budoucím". Práce prostě nekončí… | “ |